# Donacia thalassina
Donacia thalassina is een keversoort uit de familie bladkevers (Chrysomelidae). De wetenschappelijke naam van de soort werd in 1811 gepubliceerd door Ernst Friedrich Germar.